# 2048: 노웨어 투 런
《2048: 노웨어 투 런》(영어: 2048: Nowhere to Run) (중화인민공화국과 타이완의 2048: 노 이스케이프, 2036: 노웨어 투 이스케이프, 또는 블레이드 러너 2048으로 알려짐))은 장편 영화 블레이드 러너 2049와 단편 영화의 속편인 2036: 넥서스 다운의 전편으로 활동하는 2017년 미국의 네오 느와르 SF 단편 영화이다. 그것은 블레이드 러너 블랙 아웃 2022 및 2036: 넥서스 다운과 함께 3개의 그러한 프리퀄 중 하나다. 단편 영화는 장편 영화가 출시되기 약 5주 전인 2017년 8월 30일에 발표되었으며 오리온 벤과 함께 블레이드 러너 2049 캐릭터 Sapper Morton으로 데이브 바티스타가 등장했다. 이 영화는 햄프턴 팬쳐와 마이클 그린이 쓴 것으로, 장편 영화를 썼으며 루크 스콧의 감독인 리들리 스콧은 원래 블레이드 러너를 지휘했으며 후속작인 블레이드 러너 2049의 수석 프로듀서다.
영화는 블레이드 러너 2049 행사 1년 전에 2048년 로스앤젤레스에서 열리고 모턴이 엄마와 딸을 깡패들로부터 보호한 이야기를 담고 있으며 궁극적으로는 복제 자로서의 지위로 이어진다.

## 플롯
로스앤젤레스에서, 2048년, 세이퍼 모튼은 히스테리컬하게 거울을 보며 울음을 터뜨린다. 그는 싱크대로 얼굴을 닦고 안경을 낀다. 붐비는 거리를 걸어가면서 그는 무시한 깡패 집단에 의해 잠시 가까이 다가 간다. 엘라에게 인사하고, 그는 그녀에게 책 더 파워 앤 더 글로리을 주었다. 그는 그 책을 즐겼다. 떠날 때, 세이퍼는 그가 모은 거머리를 파는 시장에 간다. 세이퍼가 필요로하는 것보다 1천 달러($1,000) 낮은 3천 달러($3,000)를 지불한다. 시장을 떠난 후에, 세이퍼는 엘라와 그녀의 어머니가 이전에 무시했던 심복의 집단에 의해 성적으로 폭행 당하는 것을 본다. 분노한, 세이퍼는 사납게 겉보기 초인적인 강도와 탄력성과 그룹을 이길, 실수로 대부분을 죽이고 진행된다. 세이퍼는 신분증을 버린 장면을 떠난다. 세이퍼를 이전에 지켜본 관객은 LAPD에 불량 "스킨잡"을 발견했다고 생각한다고 알려준다.

### 중화인민공화국 프롤로그
영화의 중국어 버전은 영화가 시작되기 전에 텍스트의 벽으로 구성된 프롤로그를 특징으로 한다. 원본은 레플리컨트 생산이 타이렐 코퍼레이션의 파산으로 이끌어내는 2022년에 "정전" 후에 금지되었다는 것을 설명한다; 또한 이 텍스트는 지구의 생태계가 2020년대 중반 이후 붕괴될 위기에 처해 있다고 설명한다. 월레스 코퍼레이션의 장님 CEO인 니안더 월레스는 타이렐 코퍼레이션을 인수했다고 설명되어 지구 환경을 재건하는데 도움이되는 노예 군대 역할을 하는 차세대 복제본을 개발하기 시작했다. 이 프롤로그는 블레이드 러너 단편 영화 2036: 넥서스 다운 이전에 나타났다.

## 캐스팅
- 데이브 바티스타 - 세이퍼 모튼 역, Nexus-8의 복제자
- 제라드 밀러 - 솔트 역
- 가이아 오트만 - 엘라 역
- 비욘 프레이베르그 - 구경꾼 역
- 오리온 벤 - 어머니 역
- 애덤 새비지 - 가게 수호 역 (카메오)

## 출시
2017년 8월 29일 데니스 빌뇌브는 블레이드 러너와 블레이드 러너 2049 사건 사이에서 일어난 사건을 탐구하는 3개의 단편 영화를 감독하기 위해 여러 영화 제작자를 선발했다고 발표되었다. 두 번째 영화인 2048: 노 웨어 투 런은 루크 스콧과 어머니와 딸을 깡패로부터 보호하기 위해 Nexus-8의 복제자인 세이퍼 모튼을 따흔다. 스콧은 이전에 2036: 넥서스 다운을 감독했다.

## 반응
2048: 노 웨어 투 런은 데이브 바티스타에게 자신의 재능에 걸 맞는 역할을 제공한 것에 대한 감사의 뜻으로 만났다.

## 같이 보기
- 인공지능